# 心理学评论
《心理学评论》（Psychological Review）是一份发表心理学论文的学术期刊，由普林斯顿大学心理学家詹姆斯·马克·鲍德温和哥伦比亚大学心理学家詹姆斯·麦基恩·卡特尔创办于1894年，作为与斯坦利·霍尔的克拉克大学实验室（他们经常在霍尔的《美国心理学杂志》上发表论文）无关的心理学家的出版载体。《心理学评论》很快就成为北美洲最突出和最有影响力的心理学杂志，发表威廉·詹姆斯、约翰·杜威、詹姆斯·罗兰·安杰尔等许多人的重要论文。
20世纪初，鲍德温购买了卡特尔的股份，但是在1908年由于丑闻被迫离开约翰·霍普金斯大学（1903年进入），并将杂志出售给霍华德·沃伦。主编职位被鲍德温的年轻同事约翰·布罗德斯·华生获得，他利用杂志来推广他的行为主义学派。最后沃伦将《心理学评论》出售给美国心理学会。 
《心理学评论》的使命在数十年中已经有所改变。它原来是一本普通心理学杂志，随着其他各个种类的心理学杂志的出现，它逐渐把重点放在心理学理论。 
根据其网站：
《心理学评论》发表在任何科学心理学领域中作出了重要理论贡献的论文。优先考虑推进理论发展的论文，但特定领域非主流理论的系统评价也会考虑发表。专门进行文献调查、方法和设计问题，或实证研究报告的论文是不恰当的。